# Carpoapseudes oculicornutus
Carpoapseudes oculicornutus is een naaldkreeftjessoort uit de familie van de Apseudidae. De wetenschappelijke naam van de soort is voor het eerst geldig gepubliceerd in 1968 door Lang.